# Lorandita
La lorandita és un mineral de la classe dels sulfurs. Va ser descoberta l'any 1894 a la regió de Roszdan (Macedònia del Nord), sent nomenada així en honor de Loránd Eötvös (1848-1919), físic, matemàtic i polític hongarès.

## Característiques
Químicament és un complex sulfur-arsenur de tal·li, anhidre, de fórmula TlAsS₂. Cristal·litza en el sistema monoclínic formant cristalls prismàtics tabulars estriats paral·lels a [001]. La seva duresa a l'escala de Mohs es troba entre 2 i 2,5. Pot ser extret en mineria com a mena de tal·li. Conté tal·li i arsènic, tots dos tòxics, per la qual cosa s'han de rentar les mans després de la seva manipulació; s'ha d'evitar inhalar la pols quan es fractura i mai ingerir-la.
Segons la classificació de Nickel-Strunz, la lorandita pertany a «02.HD: Sulfosals de l'arquetip SnS, amb Tl» juntament amb els següents minerals: weissbergita, christita, jankovicita, rebulita, imhofita, edenharterita, jentschita, hutchinsonita, bernardita, sicherita i gabrielita.

## Formació i jaciments
Apareix com a mineral secundari en zones d'alteració hidrotermal, típic de baixa temperatura. Encara que és un mineral rar, és el mineral de tal·li de més àmplia distribució per tot el món. Sol trobar-se associada a altres minerals com: estibina, realgar, orpiment, cinabri, vrbaita, greigita, marcassita, pirita, tetraedrita, esfalerita, arsènic o barita.